# Bahnhof Fujimi
Der Bahnhof Fujimi (jap. 富士見駅 Fujimi-eki) ist ein Bahnhof auf der japanischen Insel Honshū. Er wird von der Bahngesellschaft JR East betrieben und befindet sich in der Präfektur Nagano auf dem Gebiet der Stadt Fujimi.

## Verbindungen
Fujimi ist ein Zwischenbahnhof an der Chūō-Hauptlinie, einer der wichtigsten Bahnstrecken Japans, die von Tokio durch das Bergland der Japanischen Alpen nach Nagoya führt. Im Fernverkehr bietet die Bahngesellschaft JR East den Schnellzug Azusa an, der von Shinjuku über Kōfu, Okaya und Shiojiri nach Matsumoto verkehrt; in Fujimi selbst halten nur fünf Zugpaare täglich. Im Nahverkehr fahren Regionalzüge im angenäherten Stundentakt von Matsumoto über Shiojiri und Okaya nach Kōfu, wobei dieser während der Hauptverkehrszeit ungefähr zu einem Halbstundentakt verdichtet wird. In einzelnen Fällen fahren die Züge ab Nagano, in anderen von Kōfu aus weiter nach Ōtsuki und Takao.

## Anlage
Der Bahnhof steht nahe dem Zentrum des Ortes Fujimi in der gleichnamigen Gemeinde. Die ebenerdige Anlage ist annähernd von Osten nach Westen ausgerichtet und umfasst vier Gleise, von denen drei dem Personenverkehr dienen. Diese liegen an einem Mittelbahnsteig und an einem Seitenbahnsteig, die beide teilweise überdacht sind. Letzterer ist an das Empfangsgebäude an der Südseite angebaut. Der Mittelbahnsteig ist über eine gedeckte Fußgängerbrücke mit dem Bahnhofsvorplatz an der Südseite verbunden. Eine weitere, unmittelbar daneben befindliche Fußgängerbrücke verbindet die Süd- mit der Nordseite. Das eingeschossige Empfangsgebäude ist aus Holz errichtet und besitzt ein charakteristisches Satteldach. Fujimi liegt auf einer Höhe von 955,2 m. T.P., womit dieser Bahnhof der höchstgelegene an einer Hauptbahn der JR Group und auch der höchstgelegene Schnellzughalt in ganz Japan ist.
Im Fiskaljahr 2019 nutzten durchschnittlich 861 Fahrgäste täglich den Bahnhof.

## Bilder

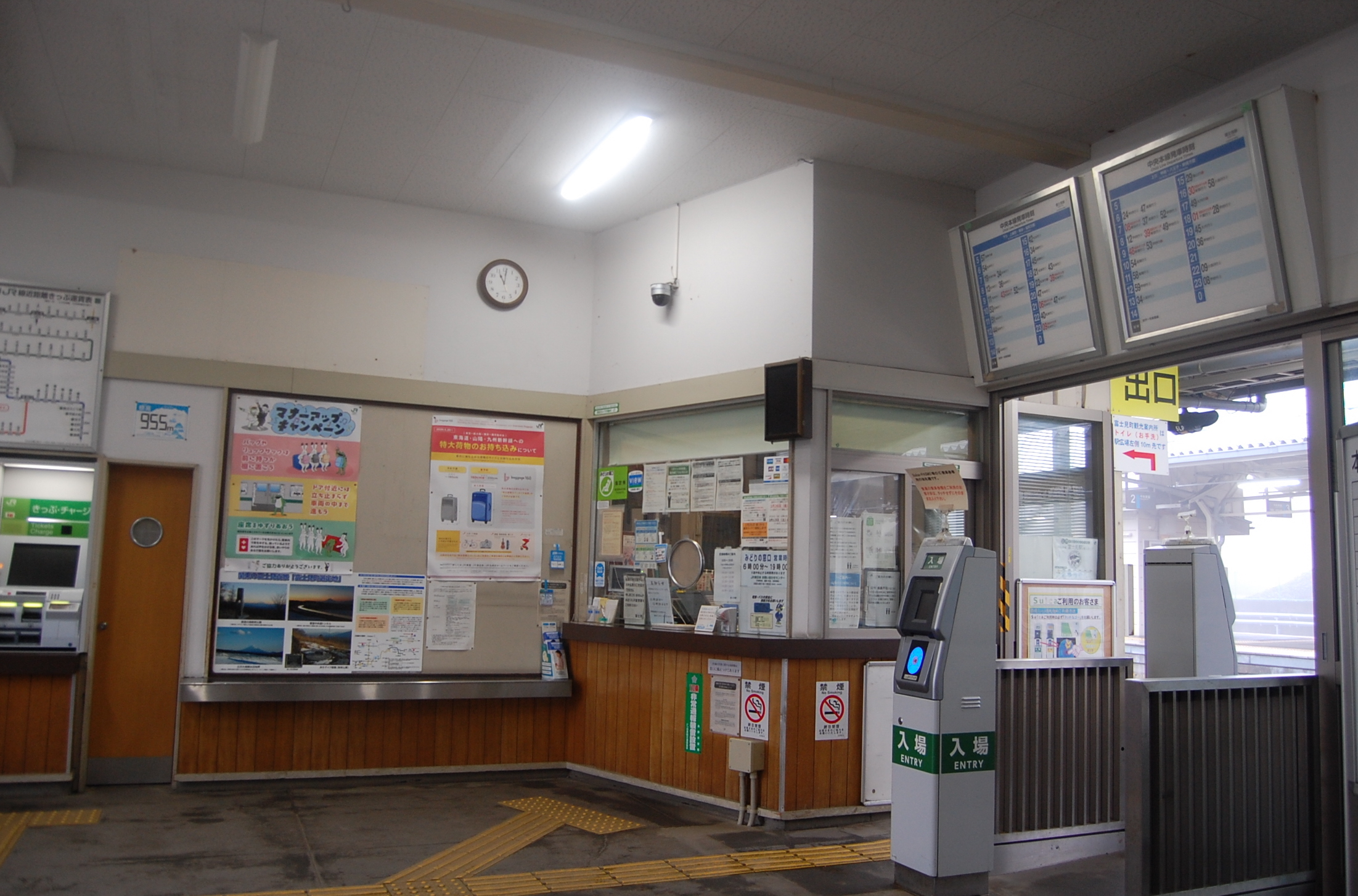
Bahnsteigsperre und Verkaufsschalter
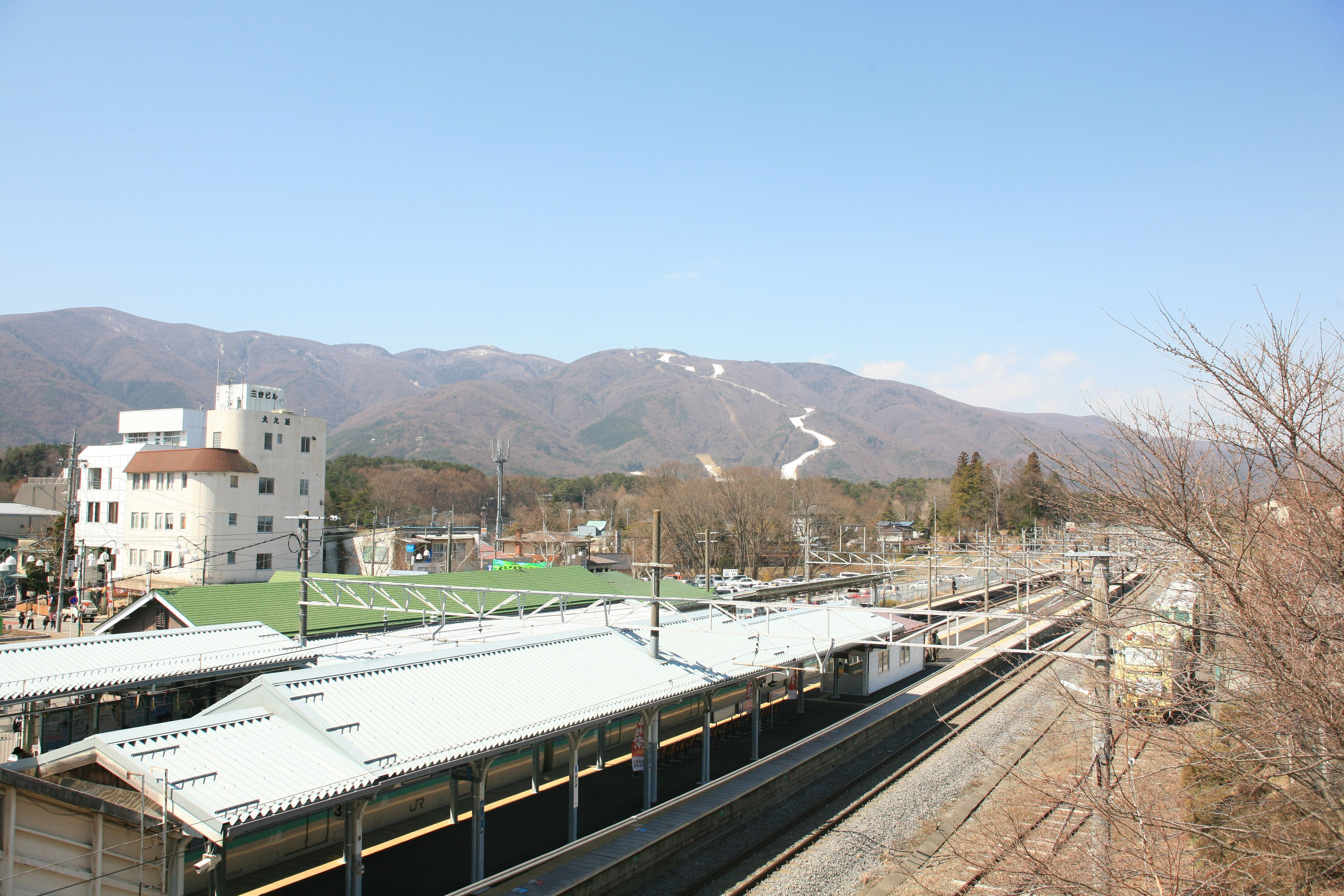
Ansicht von oben
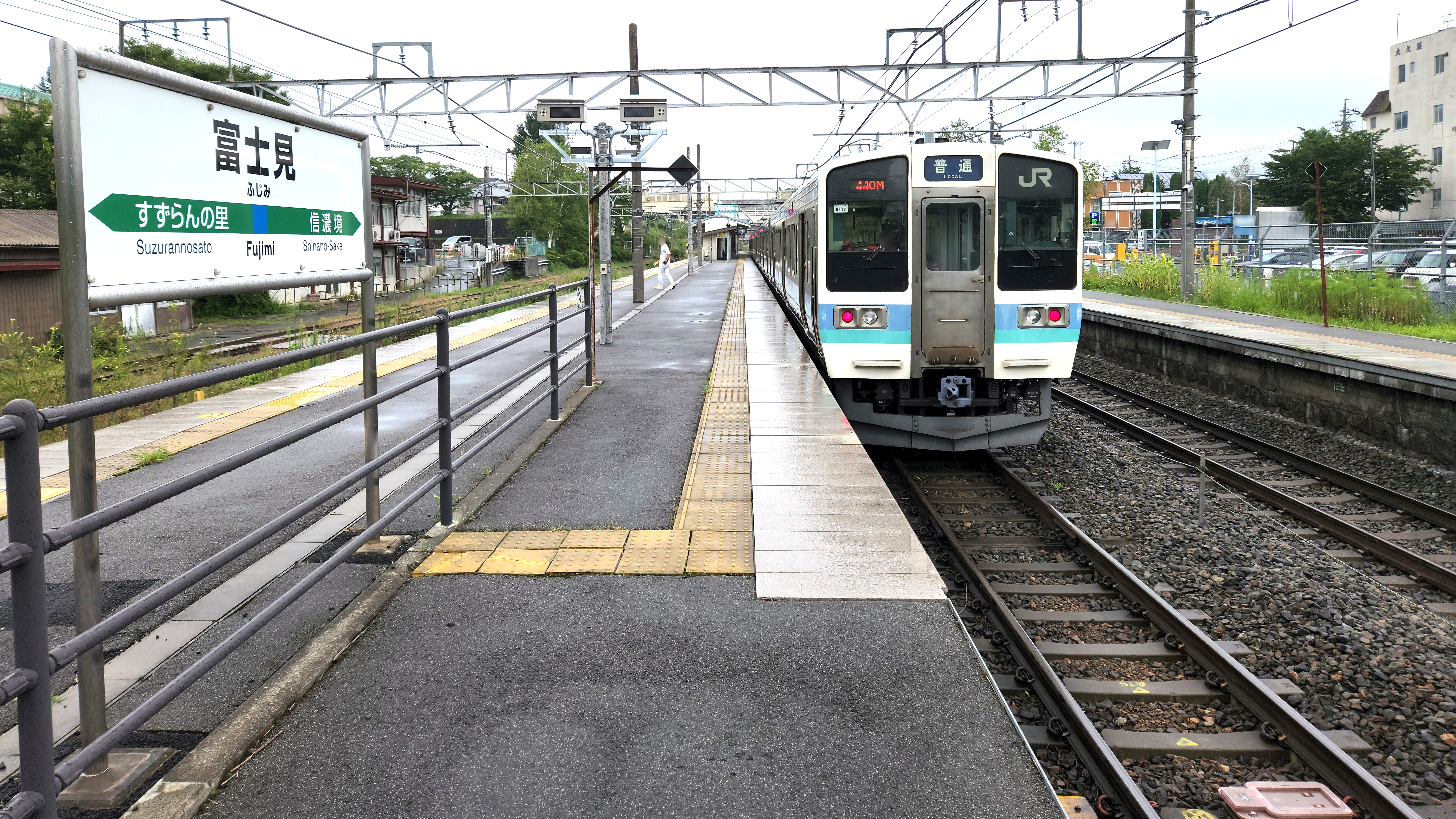
Ansicht des Bahnsteigs
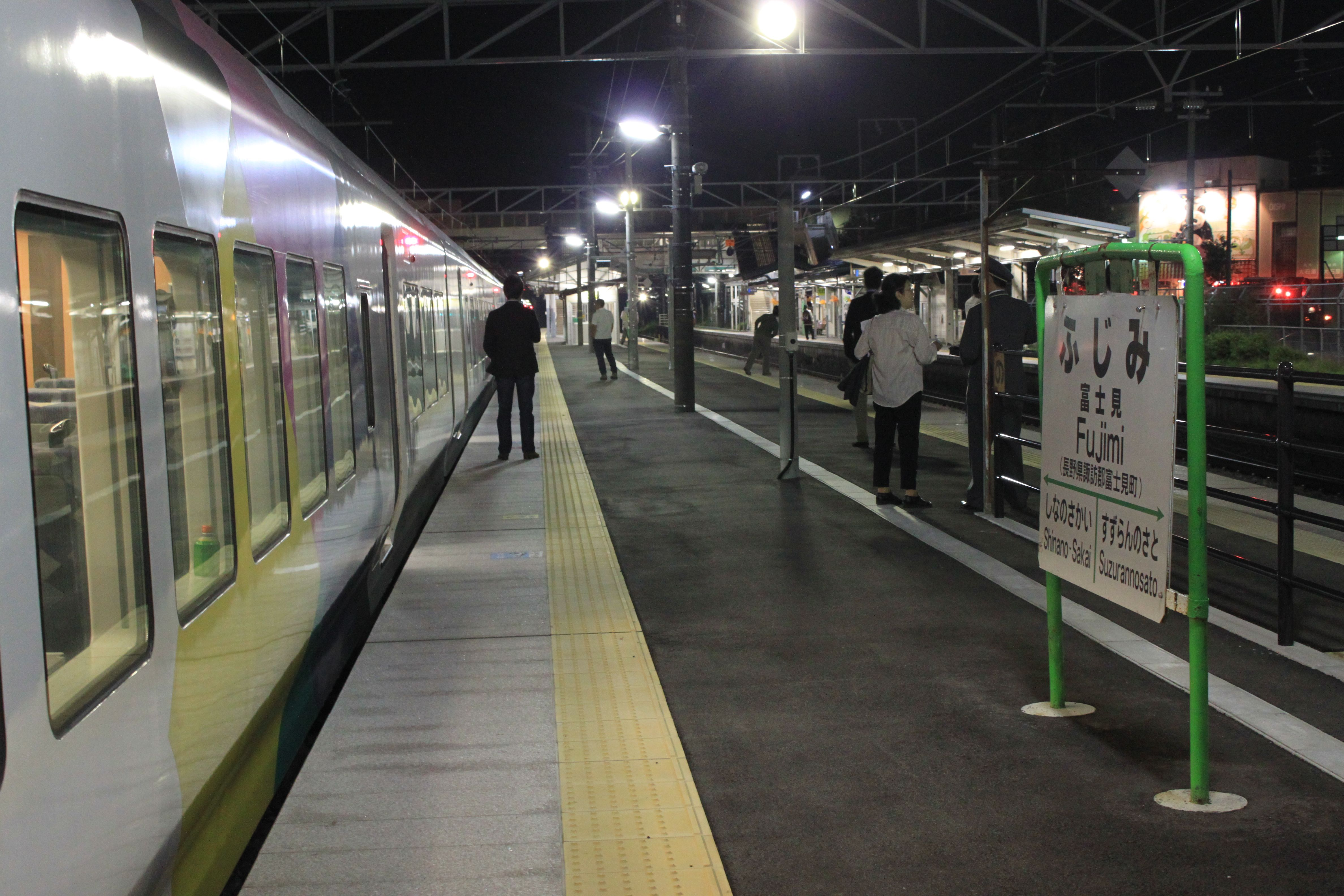
Bahnsteig bei Nacht
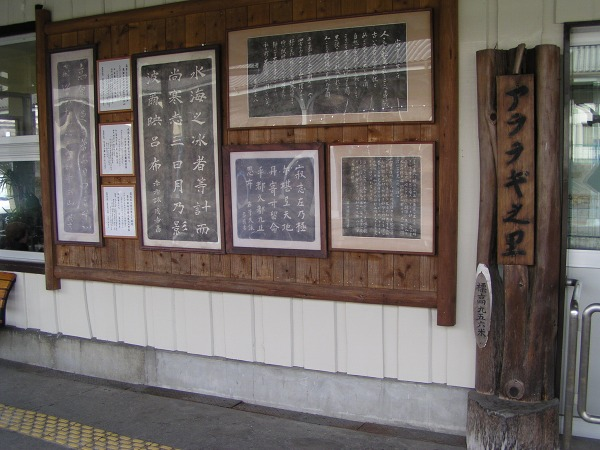
Monument

## Gleise
| 1/2 | ▉ Chūō-Hauptlinie | Okaya • Shiojiri • Matsumoto                  |
| 2/3 | ▉ Chūō-Hauptlinie | Kobuchizawa • Kōfu • Takao • Shinjuku • Tokio |

## Linien
| Verlauf der Chūō-Hauptlinie |
| --- |
| Takao • Sagamiko • Fujino • Uenohara • Shiotsu • Yanagawa • Torisawa • Saruhashi • Ōtsuki • Hatsukari • Sasago • Kai-Yamato • Katsunuma-budōkyō • Enzan • Higashi-Yamanashi • Yamanashishi • Kasugaichō • Isawa-Onsen • Sakaori • Kōfu • Ryūō • Shiozaki • Nirasaki • Shimpu • Anayama • Hinoharu • Nagasaka • Kobuchizawa • Shinano-Sakai • Fujimi • Suzurannosato • Aoyagi • Chino • Kami-Suwa • Shimo-Suwa • Okaya • Midoriko • Shiojiri • Seba • Hideshio • Niekawa • Kiso-Hirasawa • Narai • Yabuhara • Miyanokoshi • Harano • Kiso-Fukushima • Agematsu • Kuramoto • Suhara • Ōkuwa • Nojiri • Jūnikane • Nagiso • Tadachi • Sakashita • Ochiaigawa • Nakatsugawa • Mino-Sakamoto • Ena • Takenami • Kamado • Mizunami • Tokishi • Tajimi • Kokokei • Jōkōji • Kōzōji • Jinryō • Kasugai • Kachigawa • Shin-Moriyama • Ōzone • Chikusa • Tsurumai • Kanayama • Nagoya Tatsuno-Zweigstrecke: Okaya • Kawagishi • Tatsuno • Shinano-Kawashima • Ono • Shiojiri |

## Geschichte
Das staatliche Eisenbahnamt (das spätere Eisenbahnministerium) eröffnete den Bahnhof am 21. Dezember 1904, zusammen mit dem von Nirasaki bis hierhin führenden Abschnitt der Chūō-Hauptlinie. Rund elf Monate lang war hier Endstation, bis zur Inbetriebnahme des daran anschließenden Teilstücks nach Okaya am 25. November 1905. Von 1940 bis 1950 betrieb die staatliche Forstverwaltung eine Waldbahn von Fujimi nach Izumi. Aus Rationalisierungsgründen stellte die Japanische Staatsbahn am 31. August 1980 den Güterumschlag ein und am 1. April 1987 ging der Bahnhof im Rahmen der Staatsbahnprivatisierung in den Besitz der neuen Gesellschaft JR East über.